# Мамук
Мамук (Мамик) (д/н — 1497) — 8-й тюменський хан у 1495—1496 роках, 7-й казанський хан у 1496—1497 роках.

## Життєпис
Походив з династії Шибанідів, гілки Чингизідів. Син Махмутека. За часи панування свого брата Ібака, тюменського хана, брав участь в його походах: 1480 і 1481 роках до Великої Орди, де завдано було поразки ханові Ахмату; 1492 року — на Астрахань. У цей час встановив дружні стосунки з впливовим ногайським бієм Ямгурчи.
1495 року після смерті брата спадкував Тюмень. Відбив напад Мухаммада Тайбуги з Іскера (відомий також як Сибір). 1496 року за підтримки ногайців та казанських беків Ахмада,Урака, Садира, Агіша повалив казанського хана Мухаммед-Аміна, захопивши владу. Передав трон Тюменського ханства братові Агалаку.
У Казані не зміг здобути широкої підтримки, оскільки намагався приборкати мурз та не зважав на інтереси торгівців. Мусив застосувати репресії, що викликало повстання на місцях. Під час придушення одного з них — в Арській області — 1497 року був повалений. Влада перейшла до Абдул-Латіфа з династії Тука-Мимуридів. На шляху до Тюмені Мамук помер.